# 葉子紅了
《叶子红了》是前Beyond乐队鼓手叶世荣离开Beyond独立后，于2005年11月发行的专辑。本专辑是叶世荣第二份发售的个人专辑，专辑中一共有10首歌曲，其中5首用粤语演唱、5首用国语演唱。

## 曲目
| 叶子红了          |
| 重头来            |
| 色彩              |
| 爱着你            |
| 我们的梦想        |
| 一鼓作气          |
| 一个地方 一个梦想 |
| 风雨              |
| 卖                |
| 寻找              |